# 소리의 신
《소리의 신》는 JTBC의 프로그램에 대해 방송하는 프로그램이다. 21세기에 맞는 새로운 명창을 발굴하는 JTBC 국악 스타 발굴 프로젝트 프로그램이다.

## 방송 시간
- 2013년 9월 29일 ~ 2013년 11월 3일 : 일요일 오전 8시 20분

## 우승상금
- 1등 (우승) : 상금 500만원 + 상패[2]